# ريبيكا جيمس (كاتبة)
ريبيكا جيمس (بالإنجليزية: Rebecca James)‏ هي كاتبة للأطفال وكاتِبة أسترالية، ولدت في 28 يوليو 1970 في سيدني في أستراليا.